# CA Bandeirante
Clube Atlético Bandeirante – brazylijski klub piłkarski z siedzibą w Núcleo Bandeirante wchodzącym w skład Dystryktu Federalnego.

## Osiągnięcia
- Wicemistrz Dystryktu Federalnego: 2000
- Wicemistrz drugiej ligi Dystryktu Federalnego (Segunda Divisão): 1999

## Historia
Bandeirante założony został 15 października 1994 roku. Początkowo klub nazywał się Bandeirante Esporte Clube, potem Associação Desportiva Comercial Bandeirante, a następnie zmienił nazwę na Clube Atlético Bandeirante.
Klub w 2005 roku spadł do II ligi stanowej, a w 2006 - do III ligi.